# Råtjärnen (Orsa socken, Dalarna)
Råtjärnen är en sjö i Orsa kommun i Dalarna och ingår i Dalälvens huvudavrinningsområde.